# Municipio de Dover (Minnesota)
El municipio de Dover (en inglés: Dover Township) es un municipio ubicado en el condado de Olmsted en el estado estadounidense de Minnesota. En el año 2010 tenía una población de 389 habitantes y una densidad poblacional de 4,3 personas por km².

## Geografía
El municipio de Dover se encuentra ubicado en las coordenadas 43°58′38″N 92°8′21″O / 43.97722, -92.13917. Según la Oficina del Censo de los Estados Unidos, el municipio tiene una superficie total de 90.37 km², de la cual 90,37 km² corresponden a tierra firme y (0 %) 0 km² es agua.

## Demografía
Según el censo de 2010, había 389 personas residiendo en el municipio de Dover. La densidad de población era de 4,3 hab./km². De los 389 habitantes, el municipio de Dover estaba compuesto por el 98,71 % blancos, el 0,51 % eran asiáticos, el 0,51 % eran de otras razas y el 0,26 % eran de una mezcla de razas. Del total de la población el 0,77 % eran hispanos o latinos de cualquier raza.